# 마이크 네스

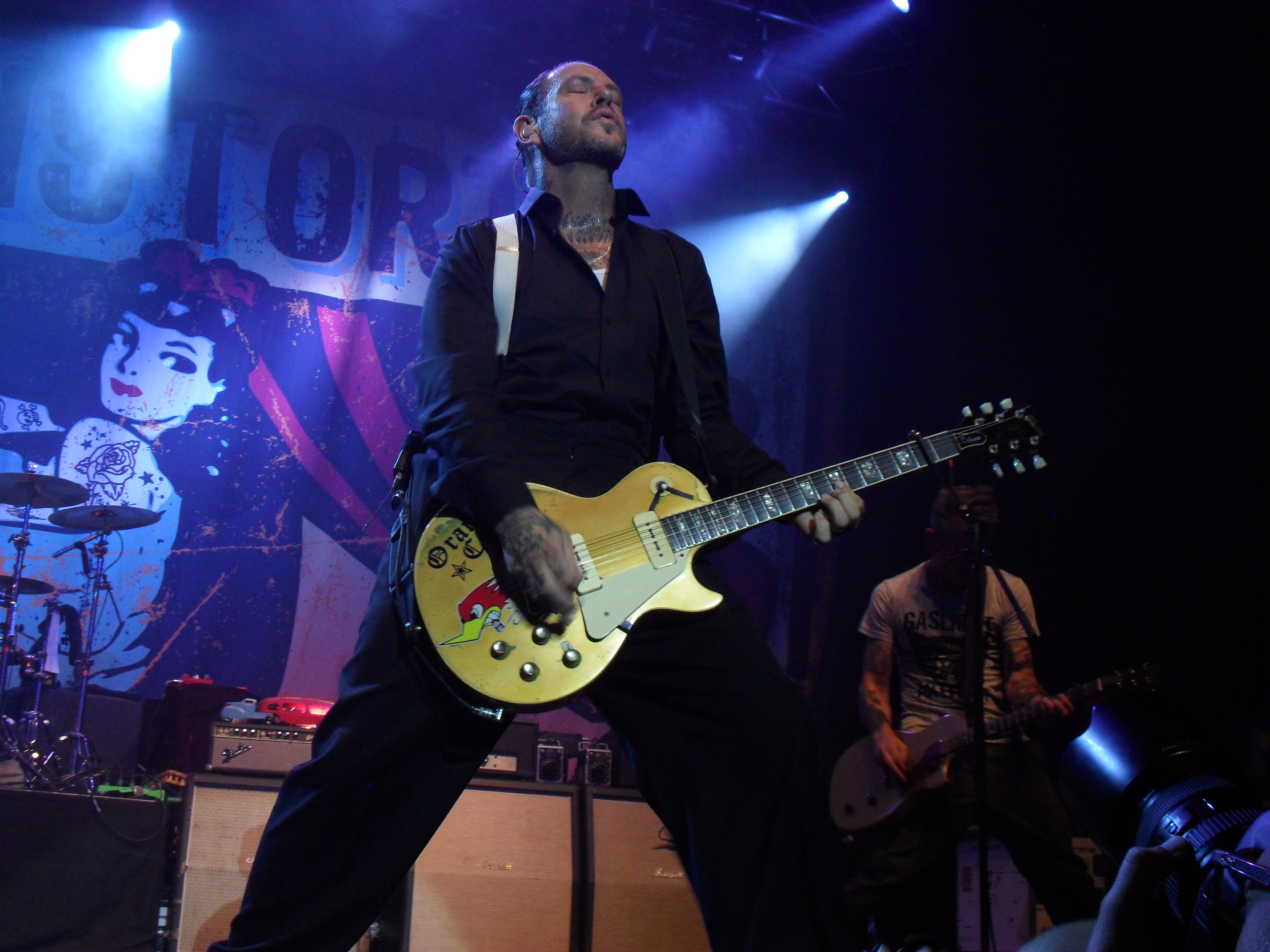

마이크 네스(MIKE NESS, 1962년 4월 3일~ )는 1983년 1집 앨범 [Mommy's Little Monster]으로 데뷔한 '소셜 디스토션(Social Distortion)'의 보컬과 기타를 맡고 있는 멤버.

## 소셜 디스토션
미국 하드코어 펑크씬에서 빠질 수 없는 아이콘으로 평가받는 소셜 디스토션은 1978년 캘리포니아 오렌지 카운티(Orange County)에서 결성되었다. 마이크 네스(Mike Ness/g), 릭 액뉴(Rikk Agnew/v,g), 프랭크 액뉴(Frank Agnew/b), 케이시 로이어(Casey Royer/d)의 라인업으로 출발한 이들은 1983년 "Mommy's Little Monster"를 발매하면서 정식 데뷔하였다. 펑크 밴드임에도 뛰어난 연주력으로 많은 팬들을 포섭했던 소셜 디스토션은 씬의 동료 밴드들이 단명했던 것과 달리 지난 2004년에도 "Sex, Love and Rock'n'Roll"을 공개하며 건재를 과시, 펑크씬의 살아있는 화석임을 입증했다.